# Cartoon Network Kanada
A Cartoon Network Kanada (angolul: Cartoon Network Canada) a Cartoon Network rajzfilmadó kanadai változata. A csatorna 2012. július 4-én indult és angol nyelven sugároz. Ez a változat az amerikai Cartoon Networkön alapul. Az adó gyerekműsorokat sugároz 5.00-tól 21.00-ig, majd 21.00-től 5.00-ig az Adult Swim veszi át a helyét. Rendelkezik egy időcsúsztatott változattal is, amely három órával később sugároz az eredetinél.

## Története
Ez a változat 2012. július 4-én indult az Astral Media és a Corus Entertainment tulajdonában. Mindkét cég 50-50%-ban részesednek a CN Kanadából. Ekkor még hajnali 3-tól este 9-ig ment, de néhány hónappal később az adásidő lerövidült 16 órásra. Indulása előtt már vetítettek előpremiereket a Cartoon Network műsoraiból a Teletoonon. 2013. március 4-én a Corus Entertainment bejelentette, hogy megvásárolja az Astral Media 50%-át.

## Műsorok
A csatorna a legtöbb műsorát az amerikai Cartoon Networkről és a kanadai Teletoonról szedi.

### Cartoon Network-produkciók
- Kalandra fel!
- Ben 10
- László tábor
- Chop Socky Chooks
- Chowder
- Jelszó: Kölök nem dedós
- Bátor, a gyáva kutya
- Dexter laboratóriuma
- Destroy Build Destroy
- Dude, What Would Happen
- Ed, Edd és Eddy
- Fosterék háza képzeletbeli barátoknak
- Generátor Rex
- Gémerek
- Az osztálytársam egy majom
- Parkműsor
- Szimbionikus titán
- Gumball csodálatos világa
- Billy és Mandy kalandjai a kaszással
- Nyomi szerencsétlen utazásai
- Szombaték titkos világa
- The High Fructose Adventures of Annoying Orange

### Teletoon-produkciók
- 6teen
- Atom Betty
- Carl²
- Class of the Titans
- Di-Gata Defenders
- Johnny Test
- MetaJets
- Totál Dráma Sziget
- World of Quest

### Egyéb műsorok
- Bakugan
- Batman: A bátor és a vakmerő
- Zöld Lámpás
- Az igazság ifjú ligája

## Adult Swim

Az Adult Swim világszerte használt logója.

A csatorna adásidején az Adult Swimmel osztozik. A blokk, a legtöbb műsorát az amerikai Adult Swim-ről, és a FOX-ról szerzi.

## Fordítás
- Ez a szócikk részben vagy egészben  a   Cartoon Network (Canada) című angol Wikipédia-szócikk fordításán alapul.  Az eredeti cikk szerkesztőit annak laptörténete sorolja fel. Ez a jelzés csupán a megfogalmazás eredetét és a szerzői jogokat jelzi, nem szolgál a cikkben szereplő információk forrásmegjelöléseként.